# Castetbon
 Castetbon   es una población y comuna francesa, en la región de Aquitania, departamento de Pirineos Atlánticos, en el distrito de Oloron-Sainte-Marie y cantón de Sauveterre-de-Béarn.

## Demografía
| 686 | 626 | 622 | 670 | 730 | 728 | 666 | 650 | 620 | 590 | 574 | 590 | 512 | 503 | 414 | 432 | 416 | 425 | 381 | 388 | 348 | 358 | 330 | 312 | 243 | 243 | 204 | 195 | 173 | 159 | 161 | 157 | 186 |
| Para los censos de 1962 a 1999 la población legal corresponde a la población sin duplicidades (Fuente: INSEE [Consultar]) |     |     |     |     |     |     |     |     |     |     |     |     |     |     |     |     |     |     |     |     |     |     |     |     |     |     |     |     |     |     |     |     |

## Economía
La principal actividad es la agrícola.